# Rafik Zekhnini
Rafik Zekhnini (Skien, 12 januari 1998) is een Noors betaald voetballer met Marokkaanse roots die doorgaans als vleugelspeler speelt.

## Clubcarrière
Zekhnini is afkomstig uit de jeugd van Odds BK. Op 9 juli 2015 debuteerde hij in het eerste elftal in de voorronde van de UEFA Europa League tegen Sheriff Tiraspol als invaller voor Jone Samuelsen. Drie dagen later vierde hij zijn competitiedebuut tegen Rosenborg BK. De vleugelspeler maakte zijn eerste competitietreffer voor Odds BK op 26 juli 2015 tegen Tromsø IL.
Op 20 augustus 2015 mocht Zekhnini in de laatste voorronde van de Europa League tegen Borussia Dortmund in de basiself starten. Odds BK gaf een 3-0 voorsprong uit handen (3-4). In de terugronde verloor Odds BK met 7-2 in het Signal Iduna Park, waardoor het Europees uitgeschakeld is. In de zomer van 2017 vertrok Zekhnini voor een bedrag van twee miljoen euro naar de Italiaanse club Fiorentina, waar hij een vijfjarig contract tekende. Hij werd van april tot en met juni 2018 verhuurd aan Rosenborg BK, waarvoor hij zes competitiewedstrijden speelde. 
In augustus 2018 werd Zekhnini voor een jaar verhuurd aan het Nederlandse FC Twente. Aanvankelijk was hij reservespeler, maar later in het seizoen had hij geregeld een basisplaats. In januari 2019 liep hij een hamstringblessure op, waardoor hij twee maanden uit de roulatie was. Zekhnini  kwam tot 27 wedstrijden waarin hij vijf keer scoorde. Met FC Twente werd hij kampioen van de Eerste divisie en promoveerde hij naar de Eredivisie. In juli 2019 werd hij door Fiorentina voor een tweede seizoen verhuurd aan FC Twente.
Op 11 september 2020 werd Zekhnini verhuurd aan de Zwitserse club Fc Lausanne-Sport.

## Clubstatistieken
| Seizoen | Club                | Competitie     | Competitie | Competitie | Beker | Beker | Internationaal | Internationaal | Totaal | Totaal |
| Seizoen | Club                | Competitie     | Wed.       | Dlp.       | Wed.  | Dlp.  | Wed.           | Dlp.           | Wed.   | Dlp.   |
| ------- | ------------------- | -------------- | ---------- | ---------- | ----- | ----- | -------------- | -------------- | ------ | ------ |
| 2015    | Odds BK             | Tippeligaen    | 11         | 2          | 2     | 1     | 0              | 0              | 13     | 3      |
| 2016    | Odds BK             | Eliteserien    | 22         | 5          | 2     | 0     | 4              | 0              | 28     | 5      |
| 2017    | Odds BK             | Eliteserien    | 13         | 1          | 1     | 0     | 3              | 0              | 17     | 1      |
| 2017/18 | ACF Fiorentina      | Serie A        | 1          | 0          | 0     | 0     | 0              | 0              | 1      | 0      |
| 2017/18 | → Rosenborg BK      | Eliteserien    | 6          | 0          | 3     | 1     | 0              | 0              | 9      | 1      |
| 2018/19 | → FC Twente         | Eerste divisie | 27         | 5          | 2     | 1     | –              | –              | 29     | 6      |
| 2019/20 | → FC Twente         | Eredivisie     | 21         | 1          | 1     | 0     | –              | –              | 22     | 1      |
| 2020/21 | → FC Lausanne Sport | Super League   | 15         | 2          | 0     | 0     | 0              | 0              | 15     | 2      |
| 2021/22 | Molde FK            | Eliteserien    | 12         | 0          | 3     | 0     | 0              | 0              | 15     | 0      |
| 2022/23 | Molde FK            | Eliteserien    | 15         | 2          | 2     | 1     | 5              | 0              | 22     | 3      |
| Totaal  | Totaal              | Totaal         | 143        | 18         | 16    | 4     | 12             | 0              | 171    | 22     |

Bijgewerkt t/m 27 oktober 2022.

## Erelijst
| Eerste divisie | 1 | 2018/19 |

## Interlandcarrière
Zekhnini debuteerde in 2016 voor Noorwegen –21 eerder kwam hij ook uit voor Noorwegen –17 Noorwegen –16 en Noorwegen –15.